# Hydraecia diplocyma
Hydraecia diplocyma là một loài bướm đêm trong họ Noctuidae.